# 清瀧寺 (浜松市)
清瀧寺（せいりゅうじ）は、静岡県浜松市天竜区にある浄土宗知恩院の末寺。山号は信康山。院号は長安院。本尊は阿弥陀如来。

## 由緒
徳川家康の嫡男でありながら、織徳同盟の時代に家康の命により切腹させられた松平信康の廟所として、家康によって建立された。

## 逸話
「本田技研工業の創業者本田宗一郎が二俣尋常高等小学校（現在の浜松市立二俣小学校）に在学中のある日、“腹が減った”と授業中に教室から抜け出して裏山の清瀧寺の鐘楼に赴き、正午前に鐘を突き、持ってきた弁当を食べた」という実話が、清瀧寺の歴史の一部として語り継がれている。

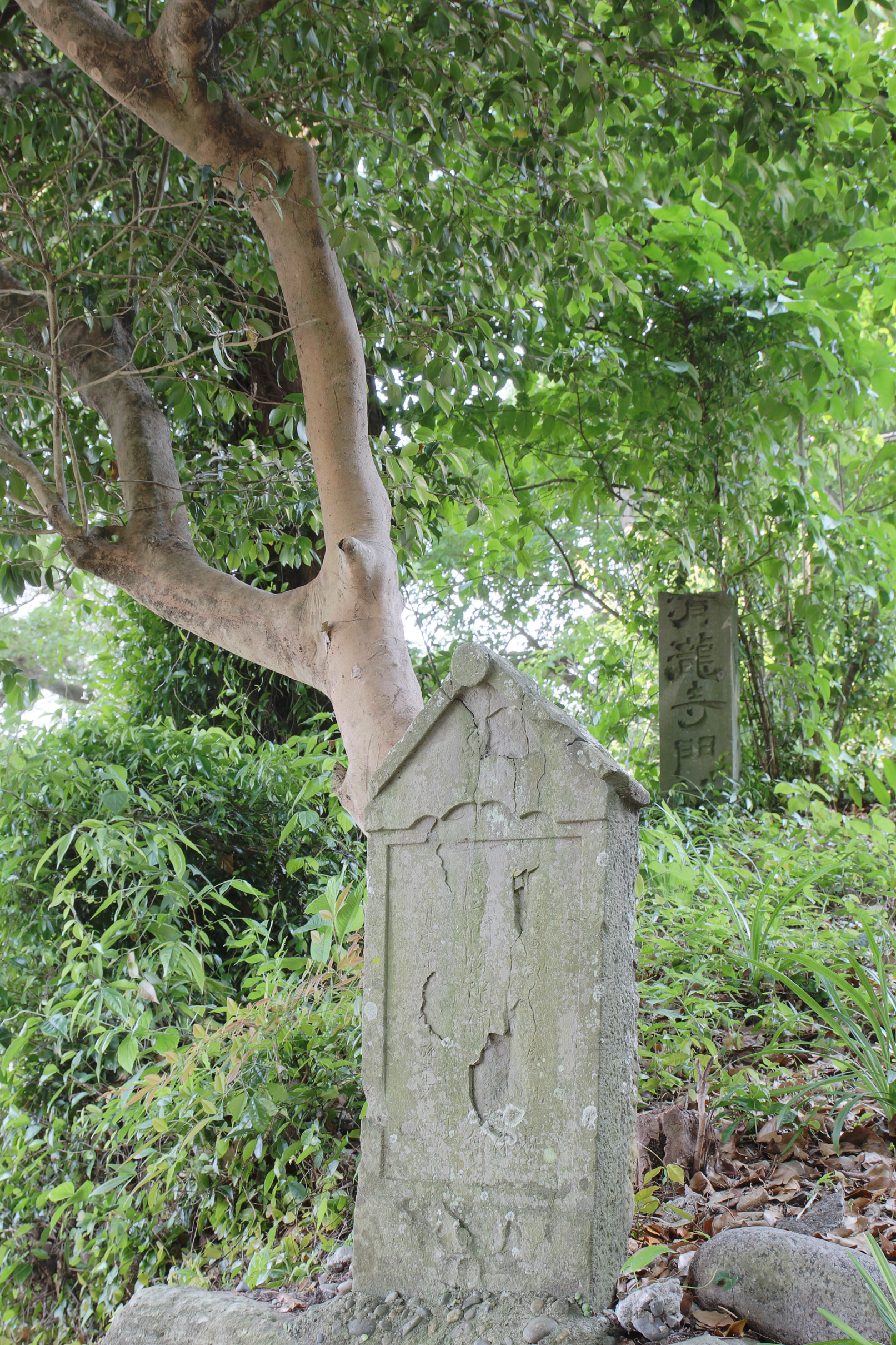
清龍寺門標
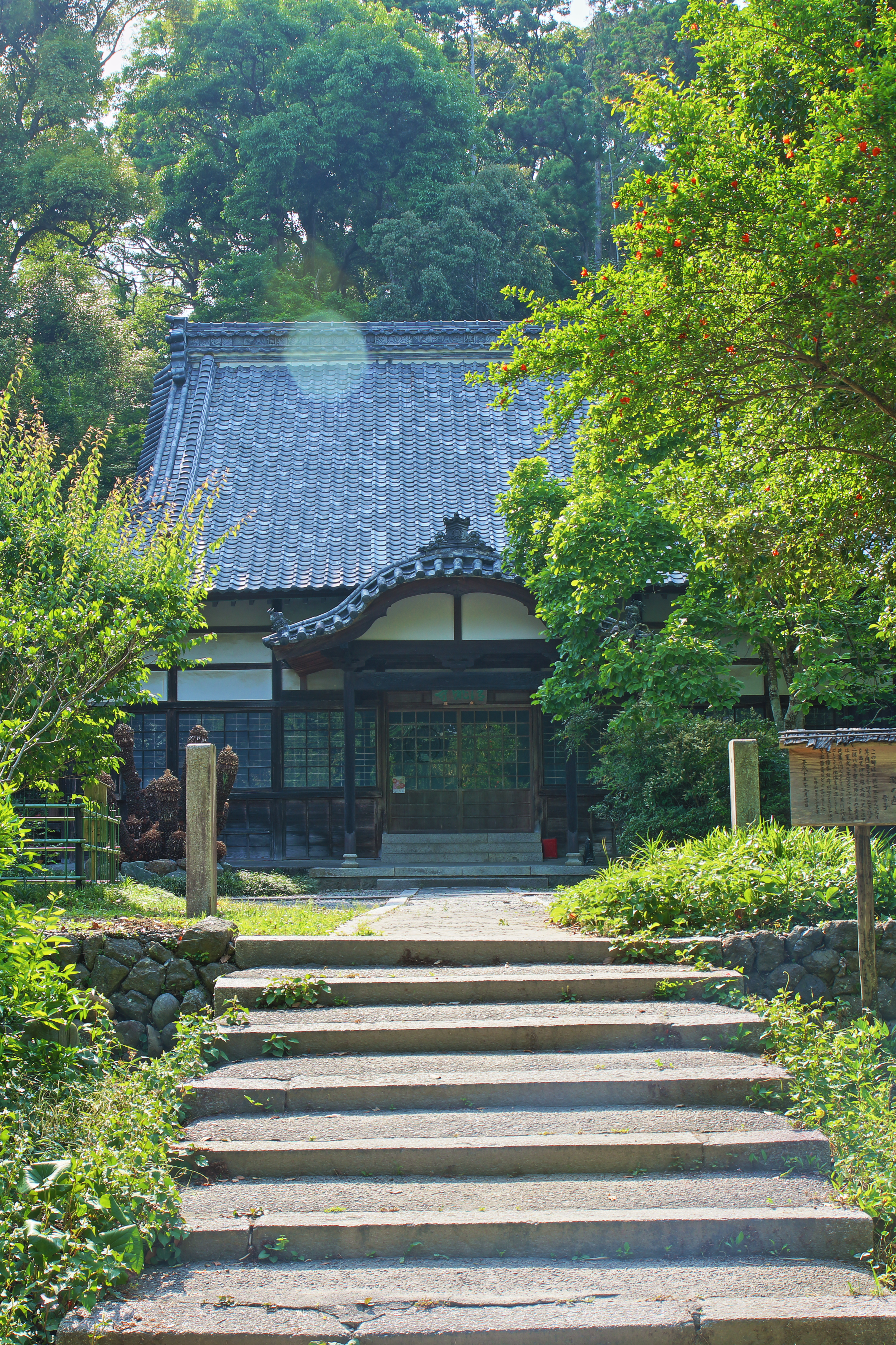
清龍寺本堂
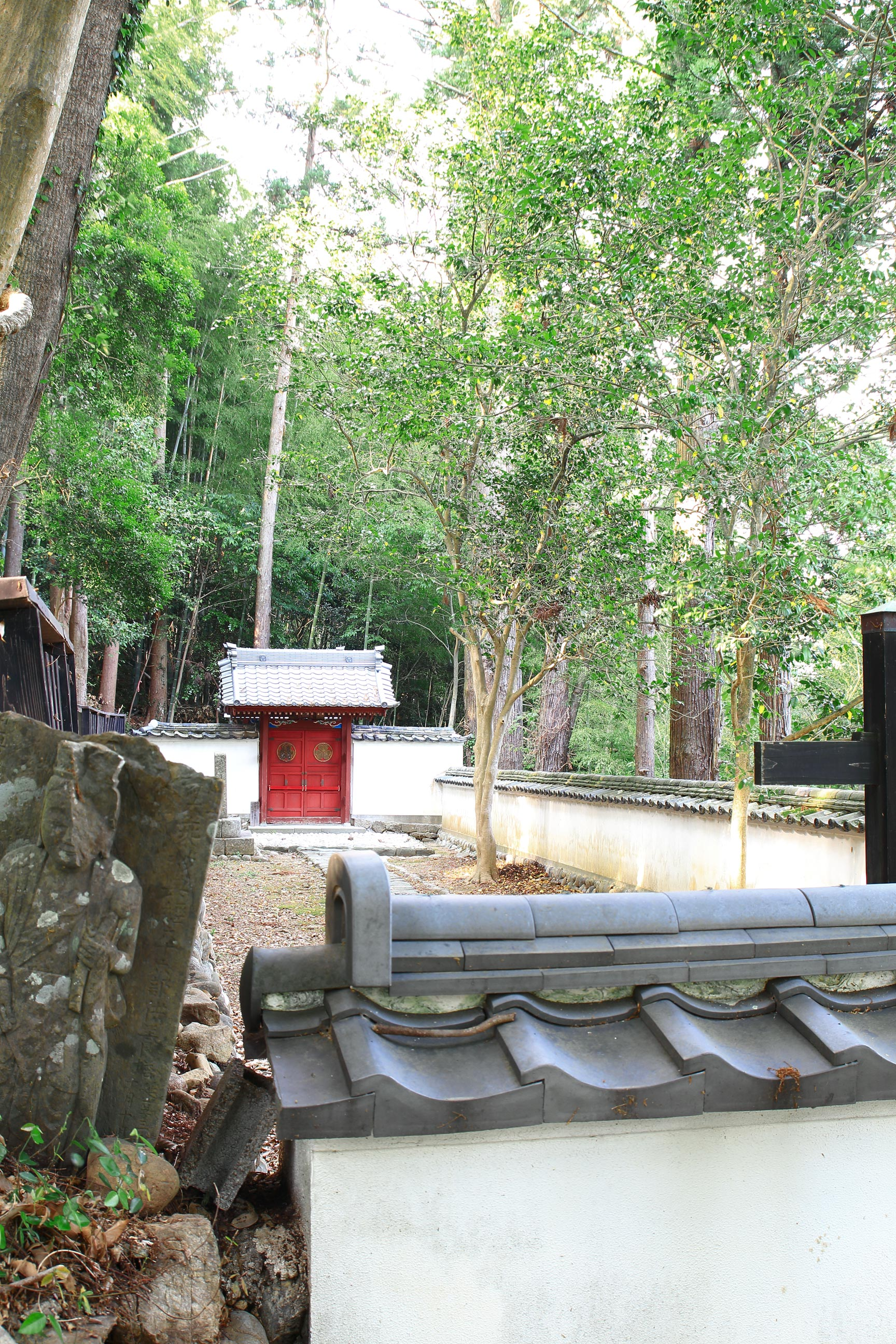
信康廟
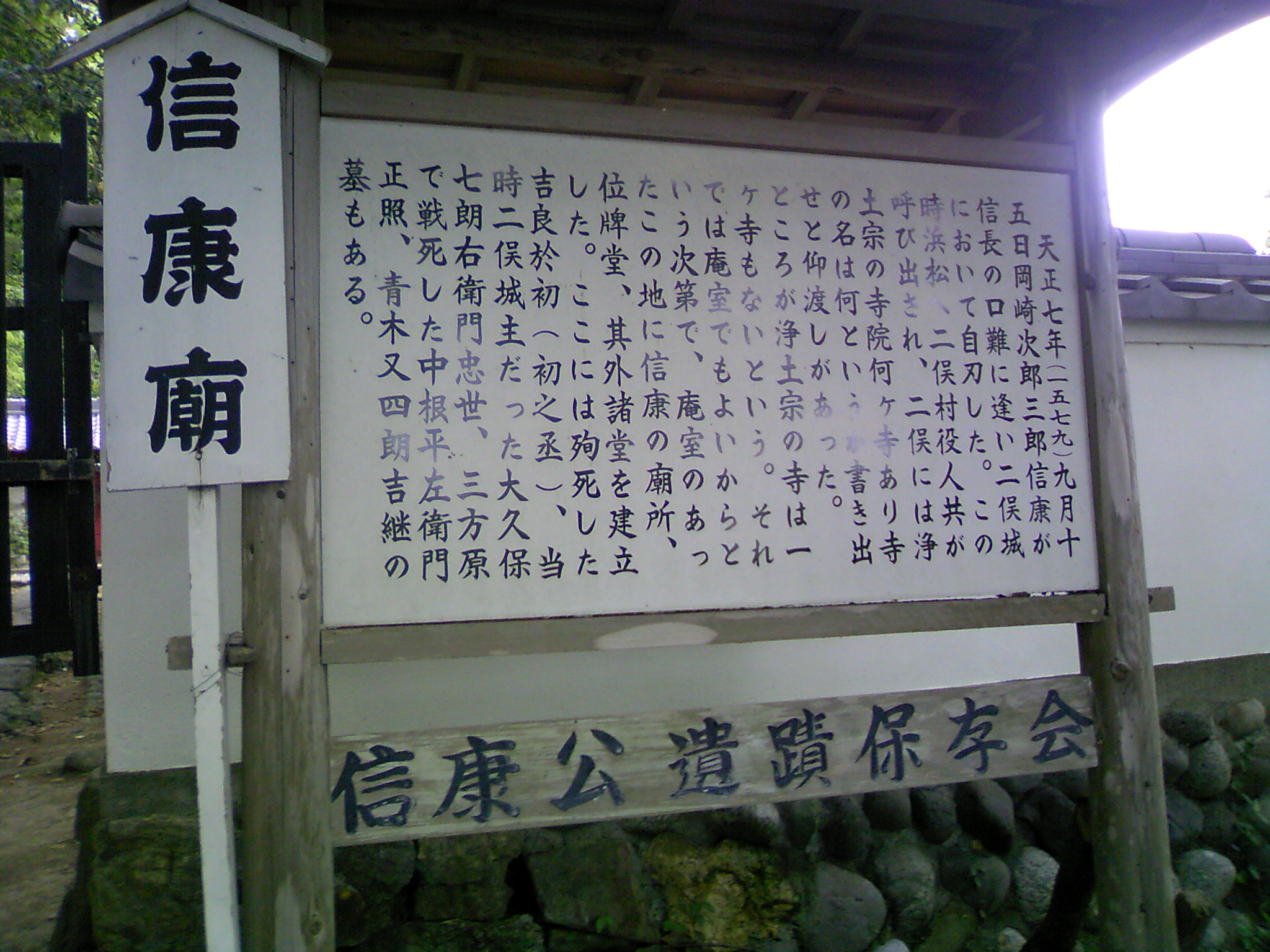
信康廟の立て看板
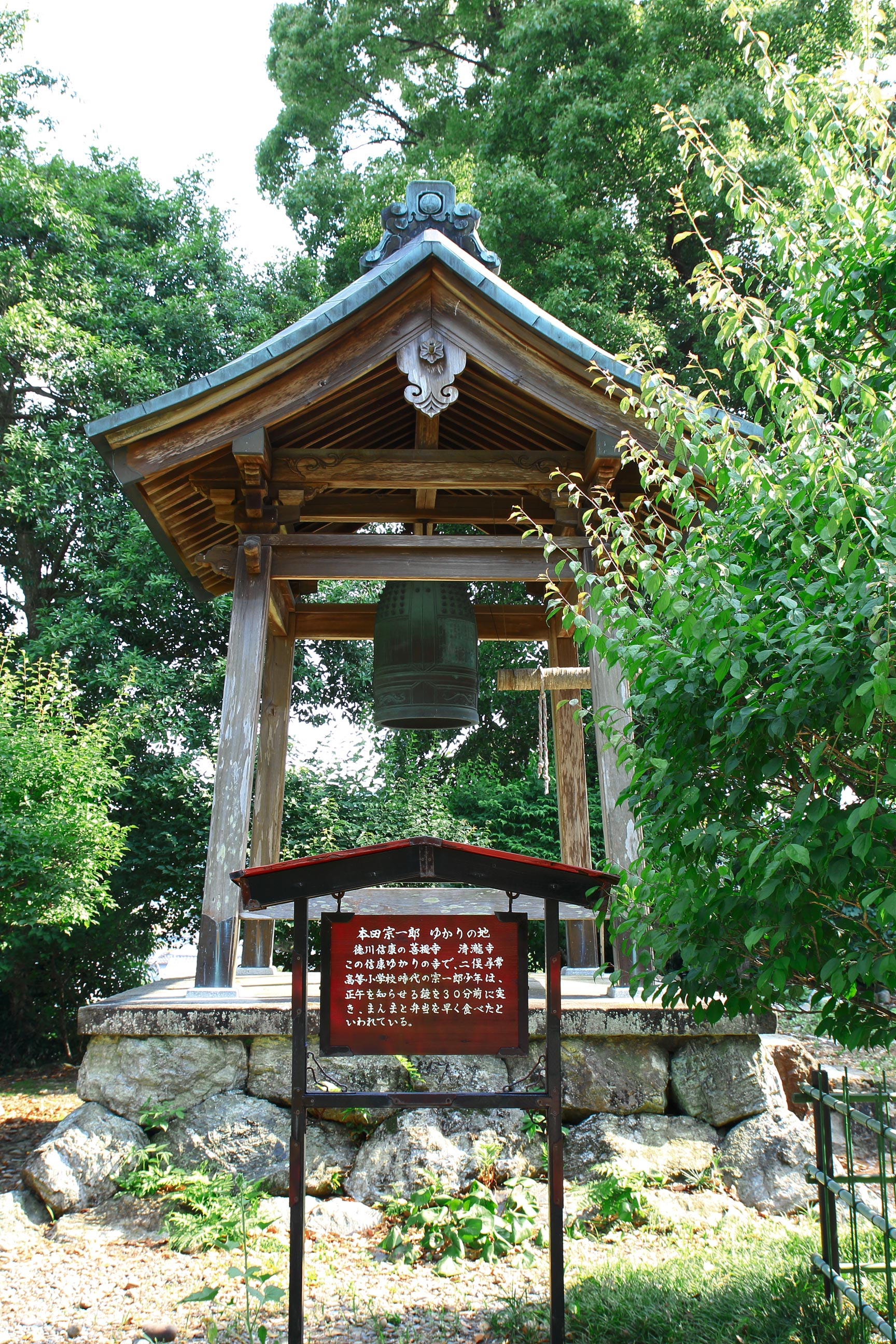
清龍寺の鐘楼